# ایسچ
ایسچ (انگلیسی: Esch, Netherlands) منطقه‌ای مسکونی در هلند است.